# Мітченко Людмила Іванівна
Мі́тченко Людми́ла Іва́нівна (нар. 10 червня 1947 року, м. Уральськ, КРСР, СРСР) — художниця, графік, живописець. Член НСХУ (1983).
Дружина Віталія, мати Юлії Мітченків.

## Біографічні дані
Народилася 10 червня 1947 року, у м. Уральськ, КРСР.
У 1977 закінчила Московський поліграфічний інститут. Відтоді на творчій роботі в Києві.
Учасниця всеукраїнських, зарубіжних мистецьких виставок і пленерів з 1982 року. Персональні — в Києві (1983, 2006).
Основні галузі — станкова графіка і живопис. Малює пейзажі, натюрморти, портрети у реалістичному стилі. У її масштабних літографіях відображено філофські роздуми про життя, для офортів характерна «складна тональність просторових рішень», для олійних полотен у дещо наївному стилі — яскраві барви, декоративність форм, умовність простору. Деякі роботи зберігаються у музеях України, Канади та інших країн.
У кінці 1980-х — на початку 1990-х деякі ілюстрації публікувалися в дитячих журналах «Малятко», «Барвінок». Автор ілюстрацій до збірки оповідань К. Паустовського «Струна» (1986).

## Основні твори
За ЕСУ:
- графіка — офорти триптих «Андріївський узвіз» (1982), «Вітряк. Пирогів» (1991), «Травень у Києві (Дочка)» (1996);
- серія кольорових літографій «Закарпаття» (1988), літографії — «Леся Українка» (2006), «Автопортрет» (2008);
- живопис — серії «Мій Київ» (1983), «Києво-Печерська лавра. Пори року» (1996—2005); «Закарпаття. Двір» (1991), «Оранта», «Куполи та риби», «Амфора», «Трипільська мадонна» (усі — 1994), «Зоряний бик», «Зелена казка» (обидва — 1995), «Мальви», «Благовіщення» (обидва — 1997), «Малахітова скринька» (2001), «Троянди», «Півники» (обидва — 2004), «Мій всесвіт» (2004; 2007), «Ранок», «Польові квіти», «Маки», «Піони», «Червоні троянди», «Гурзуф», «Гурзуф. Ведмідь-гора» (усі — 2005), «Спомин дитинства», «Різдвяна зірка» (обидва — 2006), «Коктебель. Подвір'я» (2013), «Т. Шевченко» (2014), триптих «Едем» (2017), «Родина» (2018).[1]

## Нагороди
- Міжнародний конкурсу живопису «Дні слов'янського мистецтва» (Берлін, 2012)
- Премія «Митець» київської організації НСХУ (2013)[1]